# Resolució 305 del Consell de Seguretat de les Nacions Unides
La Resolució 305 del Consell de Seguretat de les Nacions Unides, aprovada el 13 de desembre de 1971 després de reafirmar les resolucions prèvies sobre el tema, i observant els esdeveniments recents i encoratjadors, el Consell va ampliar l'estacionament a Xipre de la Força de les Nacions Unides pel Manteniment de la Pau a Xipre per un altre període, que acaba el 15 de juny de 1972. El Consell també va convidar a les parts directament interessades a que continuessin actuant amb la màxima restricció i cooperessin plenament amb la força de manteniment de la pau.
La resolució va ser aprovada per unanimitat amb 14 vots; la república de la Xina no va participar en la votació.